# Просека (фильм)
«Просека» (англ. Clearcut) — канадская экологическая драма/триллер с элементами притчи 1991 года режиссёра Ричарда Бугайски. Фильм снят по роману канадского писателя М. Т. Келли «Мечта, как у меня» (англ. A Dream Like Mine).

## Сюжет
Действие происходит в небольшой индейской общине в Канаде, куда прилетает адвокат из Торонто Питер Магуайр, представляющий интересы племени в суде. Проиграв процесс накануне, он бессильно наблюдает, как лесозаготовительная компания ведёт на индейских землях сплошную вырубку, протестующих активистов избивает полиция, а управляющий лесопилкой Бад Рикетс празднует победу под вспышки телекамер. Его друг, мудрый пожилой индеец Уилф, приглашает Питера принять участие в обряде очищения в индейской парной. «Загляни внутрь себя и найди то, чего ты больше всего хочешь» — эти слова Уилфа, произнесённые во мраке потельни, вызывают к жизни Артура, мстительный дух в обличье человека. Он становится одновременно союзником и мучителем Питера, насмехаясь над его «кабинетным активизмом» и призывами к ненасилию. Взяв в заложники Бада Рикетса, Питер и Артур отправляются вглубь лесов, где должен свершиться символический акт возмездия. В этом путешествии Питеру открывается истинное значение его слов и поступков, и теперь он должен собрать всё своё мужество, чтобы спасти жизнь человеку, которого он больше всего ненавидит.
Фильм сочетает в себе несколько жанров — драму, мистический триллер, философскую притчу, ревизионистский вестерн, роуд-муви, и настолько плотно насыщен аллегориями, что некоторые из них становятся ясны лишь при повторном просмотре. Его причудливый и сюрреалистичный сюжет заслужил сравнение с полотнами Сальвадора Дали.
«Просеку» в целом можно назвать метафорой взаимоотношений двух культур, традиционной индейской и привнесённой извне европейской, с их противоположными системами ценностей.

## Персонажи
Артур (Грэм Грин) — главная загадка фильма. Он появляется словно из ниоткуда и в конце фильма уходит в никуда; благие цели его поступков не согласуются с шокирующими методами, которыми он действует; его произносимые беспечным тоном шутки всегда имеют зловещий оттенок. Помимо многочисленных скрытых в фильме намёков, его сверхъестественную природу духа-трикстера раскрывает одна из сцен, где старейшина племени Уилф рассказывает Питеру историю о хитреце Визакедьяке, герое древних легенд. Одна из лучших актёрских работ Грэма Грина.
Питер (Рон Ли) символически представляет либеральную белую Америку, переживающую исторический «комплекс вины» перед коренными жителями, но при этом бесконечно далёкую от их реальных проблем.
Бад Рикетс (Майкл Хоган) — главный злодей/жертва фильма, «лицо» корпоративной Америки. Пожимая руку Питеру, представляется как «грязный капиталист». Не сомневается в своём праве иметь привилегии, отчего благодушно-снисходителен к тем, кому повезло меньше; тем не менее, он не понимает индейцев и испытывает безотчётный страх перед ними. Майклу Хогану удалось сделать своего персонажа намного ярче и интереснее «положительного» Питера.

## История создания
Колоссальный успех «Танцующего С Волками» породил всплеск интереса к коренным американцам в кинематографе начала 1990-х. В Канаде этот период характеризовался также подъёмом протестного движения в индейских общинах; на момент выхода «Просеки» ещё не успели забыться Окский кризис и конфликт между кри озера Любикон и лесозаготовительной компанией «Buchanan Lumber». Польского режиссёра Ричарда Бугайски, незадолго до того эмигрировавшего в Канаду, не устраивала голливудская трактовка образа индейцев как вечных жертв, не способных к активному сопротивлению. Возможно, именно излишний радикализм картины стал причиной того, что для неё так и не нашлось дистрибьютора в США, и фильм стал одной из самых недооценённых «независимых» картин 90-х.

## В ролях
- Грэм Грин — Артур
- Рон Ли — Питер Магуайр
- Майкл Хоган — Бад Рикетс
- Флойд Красный Ворон Вестерман — Уилф
- Ребекка Дженкинс — тележурналистка
- Том Джексон — Том Звёздное Одеяло
- Рауль Трухильо — Юджин